# Riccardo Brengola
Riccardo Brengola   (Nàpols, 18 de març de 1917 - Roma, 16 de maig de 2004) Va ser un violinista italià.
El seu pare violoncel·lista també es va dedicar a fer violí, però les dures condicions econòmiques de la immediata postguerra el van portar, el 1919, a emigrar amb la seva dona i el seu fill a Casablanca, al Marroc, on va obrir una botiga d'instruments musicals, partitures i discos. Quan Riccardo compleix tres anys, Carlo decideix convertir-lo en violinista i construeix el primer violí amb les seves pròpies mans, donant-li lliçons ell mateix. El nen té talent i els ensenyaments del seu pare li permeten, en definitiva, interpretar música àrab en públic. Als sis anys es va matricular al Conservatori de música i decoracions de Casablanca i la seva professora és Lucien Salin, procedent de l'escola Lucien Capet.
Simultàniament amb el conservatori, el nen assisteix a l'escola elemental espanyola on es veu obligat a aprendre el seu quart idioma: parla francès, àrab i napolità, tot i ignorar l'italià. Als onze anys es va graduar al Conservatori i el 1929 Mussolini li va concedir una beca avançada, que li va permetre traslladar-se a Roma, on va ingressar a l'escola d'Arrigo Serato. Uns anys després es va graduar a l'"Accademia di Santa Cecília" de Roma i a l'"Accademia Musicale Chigiana" de Siena, fundada en aquesta darrera el 1932 pel comte Guido Chigi Saracini, gran mecenes de la música italiana. Gràcies a la seva extraordinària previsió i generositat, la nova institució es va convertir ràpidament en un punt de referència indispensable també per a la música internacional.
A continuació, Brengola participa en nombrosos concursos i guanya premis prestigiosos, inclòs el que a Taormina reuneix els guanyadors de totes les ressenyes nacionals del Premi Nicolò Paganini i el Premi Accademia Chigiana de millora. El 1937 va ser l'únic italià entre els guanyadors de la primera competició internacional E. Ysaye a Brussel·les. El 1946 va guanyar el primer premi del Concurs Internacional de Música a Ginebra. Mentrestant, el 1938 va conèixer la pianista Giuliana Bordoni a Siena, alumna del curs avançat d'Alfredo Casella a l'Academia Chigiana. Té divuit anys, ell en té vint-i-un. Es van casar el 1941, a la capella del palau de Chigi Saracini, seu de l'Acadèmia Chigiana: un matrimoni que dura gairebé seixanta anys i del qual neixen tres fills. Junts també formen un duo estable, que té importants premis en nombrosos concerts a Itàlia i a l'estranger i que per a RAI enregistra, entre altres coses, en estèreo les sonates Mozart.
El 1939, el comte Chigi va decidir fundar un nou complex de música de cambra anomenat "Quintetto Chigiano" i, per establir-lo, va escollir alguns dels millors estudiants de l'Acadèmia: Brengola, primer violí; Segon violí de Ferruccio Scaglia (més tard Mario Benvenuti i Angelo Stefanato); Giovanni Leone, viola; Lino Filippini, violoncel; Sergio Lorenzi, piano). En uns quants anys el Quintet ha guanyat una reputació internacional, fa gires arreu del món i ha estat reconegut com un dels millors complexos d'aquest personal. Malgrat això, Brengola mai deixarà de flanquejar la seva activitat de música de cambra amb la de solista i director d'orquestra, una disciplina a la qual dedica després d'haver seguit els cursos de Paul van Kempen a la Chigiana.
El 1941 fou nomenat professor titular per mèrits excepcionals al Conservatori de Pesaro; després serà el torn de Venècia, Bolonya, Nàpols, Roma. El 1946, el comte li va confiar la propietat del curs "Musica di Insieme a l'Academia Chigiana", que va conservar fins al 1997. El 1966, any després de la mort de Guido Chigi, el Quintet es va convertir en el "Sextet Chigiano d'Archi": a més de Brengola, Giovanni Guglielmo (segon violí), Mario Benvenuti i Tito Riccardi (violes), Alain Meunier i Adriano Vendramelli (txel·los).
Brengola ha estat durant molts anys professora de música de cambra als cursos de postgrau de l'Acadèmia de Santa Cecília de Roma, de la qual és acadèmica i membre del consell d'administració, i fa cursos i seminaris a les institucions musicals més prestigioses del món, entre els com les que tenen seu a Buenos Aires, Barcelona, Dublín i Tòquio. Durant la seva carrera toca nombrosos instruments: sobretot recordem els violins del luthier bolonyès Ansaldo Poggi, la "Contessa Crespi" (1747) de GB Guadagnini, el "Conte di Fontana" (1702) d'A. Stradivari que pertanyia a David Oistrakh i, als anys vuitanta, un instrument de Roberto Regazzi, un luthier bolonyès.
La seva intensa activitat concertística es dedica especialment a la redescoberta de les obres de Boccherini per a piano i violí i per a quintet i sextet, també enregistrades en disc, i a la música del segle xx, de la qual és un dels primers admiradors i un gran comunicador: interpreta, sovint per primera vegada, obres d'Alfano, Mortari, Frazzi, Martucci, Malipiero, Casella, Ferrari, Respighi, Zafred, Lavagnino, Nordio, Busoni, Veretti, Pizzetti, Petrassi, Peragallo, Berio, Ravinale, i molts altres.
Entre els seus enregistraments: les tres sonates de Brahms amb Pier Narciso Masi al piano (UNICEF - FC UO, 06 de maig de 1982); els Quintets de Boccherini, Bloch, Brahms, Schumann, Xostakóvitx, Dvorak (Decca, anys 1950).
Les visites a l'estranger i cursos a la Chigiana el van posar en contacte amb els músics més famosos del segle xx, des de Casella a Enescu, Franco Ferrara, Berio, Segòvia, Casals, Oistrakh, Milstein, Celibidache, Giulini, Mehta, i molts d'Gazzelloni fan bons amics.
Una de les seves passions més autèntiques és la docència (entre els seus estudiants també hi ha Salvatore Accardo, Antonmario Semolini, Bruno Giuranna, Shoji Sayaka, Uto Ughi i el Quartet de Tòquio), als quals es dedica amb molta dedicació. Tal com va escriure Constantin Zanidache, el seu preciós col·laborador durant més de vint anys als cursos de l'"Academia Chigiana", "durant les lliçons va ser capaç de crear atmosferes de gran intensitat i emoció. Les seves lliçons, sovint molt dures, encara van fer que els estudiants s'enamoressin" .
D'especial importància, a més de la realitzada a l'"Accademia di Santa Cecilia" i a l'"Accademia Chigiana", és l'activitat docent que es desenvolupa al Japó a la Universitat de Tòquio als anys noranta, també a causa del compromís i la mediació de Shuku Iwasaki, el seu ajudant a Chigiana, i Koko Kato, el seu alumne i estimat amic. És gràcies a aquesta activitat que Brengola estableix una relació personal de gran simpatia amb l'emperador Akihito i l'emperadriu Michiko. El 2003, el govern japonès li va atorgar el gran honor "Order of the Rising Sun" amb la motivació d'haver contribuït a augmentar el nivell de la música al Japó.
D'altres honors a destacar són el títol de comandant de la República italiana, atorgat pel president Sandro Pertini el 1982, i la ciutadania honoraria de Siena, de 1980.
Riccardo Brengola mor a Roma el 16 de maig de 2004.
L'any 2017, amb motiu del centenari del seu naixement, l'"Accademia Chigiana" li dedica un homenatge amb un concert celebrat a Siena el 10 de juliol i interpretat per un quintet format per Federico Guglielmo i Felice Cusano al violí, Laura Riccardi a la viola, Alain Meunier al violoncel i Anne Le Bozec al piano.